# Volvo Car Open 2019
Volvo Car Open 2019 byl tenisový turnaj ženského profesionálního okruhu WTA Tour, hraný v areálu Family Circle Tennis Center na otevřených dvorcích. Jednalo se o jediný turnaj ženské sezóny na zelené antuce. Konal se mezi 1. až 7. dubnem 2019 v jihokarolínském Charlestonu jako čtyřicátý sedmý ročník turnaje.
Rozpočet turnaje činil 823 000 dolarů. V rámci WTA Tour se řadil do kategorie WTA Premier Tournaments. Nejvýše nasazenou hráčkou ve dvouhře se stala světová šestka Sloane Stephensová ze Spojených států, kterou ve čtvrtfinále poprvé v kariéře porazila krajanka Keysová. Jako poslední přímá účastnice do dvouhry nastoupila 147. hráčka žebříčku Američanka Allie Kiicková.
Čtvrtý singlový titul na okruhu WTA Tour i z kategorie Premier si odvezla 24letá Američanka Madison Keysová, pro níž to bylo první turnajové vítězství na antuce. Premiérovou společnou trofej ve čtyřhře WTA vybojoval německo-polský pár Anna-Lena Grönefeldová a Alicja Rosolská.

## Distribuce bodů a finančních odměn

### Distribuce bodů
| Soutěž  | vítězky | finalistky | semifinalistky | čtvrtfinalistky | 16 v kole | 32 v kole | 56 v kole | Q  | Q2 | Q1 |
| ------- | ------- | ---------- | -------------- | --------------- | --------- | --------- | --------- | -- | -- | -- |
| dvouhra | 470     | 305        | 185            | 100             | 55        | 30        | 1         | 25 | 13 | 1  |
| čtyřhra | 470     | 305        | 185            | 100             | 1         | —         | —         | —  | —  | —  |

### Finanční odměny
| Soutěž                                | vítězky  | finalistky | semifinalistky | čtvrtfinalistky | 16 v kole | 32 v kole | 56 v kole | Q2     | Q1   |
| ------------------------------------- | -------- | ---------- | -------------- | --------------- | --------- | --------- | --------- | ------ | ---- |
| dvouhra                               | $141 420 | $75 120    | $37 020        | $19 031         | $9 860    | $5 050    | $2 595    | $1 180 | $710 |
| čtyřhra                               | $44 200  | $23 615    | $12 905        | $6 565          | $3 570    | —         | —         | —      | —    |
| částky ve čtyřhře jsou uváděny na pár |          |            |                |                 |           |           |           |        |      |

## Ženská dvouhra

### Nasazení
| Stát                           | Hráčka                 | WTA | Nasazení |
| ------------------------------ | ---------------------- | --- | -------- |
| USA                            | Sloane Stephensová     | 6.  | 1.       |
| Nizozemsko                     | Kiki Bertensová        | 8.  | 2.       |
| Bělorusko                      | Aryna Sabalenková      | 9.  | 3.       |
| Lotyšsko                       | Anastasija Sevastovová | 12. | 4.       |
| Dánsko                         | Caroline Wozniacká     | 13. | 5.       |
| Belgie                         | Elise Mertensová       | 14. | 6.       |
| Německo                        | Julia Görgesová        | 15. | 7.       |
| USA                            | Madison Keysová        | 16. | 8.       |
| Švýcarsko                      | Belinda Bencicová      | 20. | 9.       |
| Lotyšsko                       | Jeļena Ostapenková     | 23. | 10.      |
| USA                            | Danielle Collinsová    | 26. | 11.      |
| Rumunsko                       | Mihaela Buzărnescuová  | 32. | 12.      |
| USA                            | Sofia Keninová         | 34. | 13.      |
| Austrálie                      | Ajla Tomljanovićová    | 40. | 14.      |
| Řecko                          | Maria Sakkariová       | 49. | 15.      |
| Chorvatsko                     | Petra Martićová        | 52. | 16.      |
| Žebříček WTA k 18. březnu 2019 |                        |     |          |

### Jiné formy účasti
Následující hráčky obdržely divokou kartu do hlavní soutěže:
- Sabine Lisická
- Emma Navarrová[6]
- Shelby Rogersová

Následující hráčka nastoupila do hlavní soutěže pod žebříčkoou ochranou: 
- Anna-Lena Friedsamová

Následující hráčky postoupily z kvalifikace:
- Destanee Aiavová
- Lauren Davisová
- Francesca Di Lorenzová
- Magdalena Fręchová
- Nadija Kičenoková
- Kateryna Kozlovová
- Astra Sharmová
- Martina Trevisanová

Následující hráčka postoupila z kvalifikace jako tzv. šťastná poražená:
- Conny Perrinová

### Odhlášení
před zahájením turnaje
- Bianca Andreescuová → nahradila ji  Irina Chromačovová
- Ashleigh Bartyová → nahradila ji  Varvara Lepčenková
- Irina-Camelia Beguová → nahradila ji  Jessica Pegulaová
- Alizé Cornetová → nahradila ji  Conny Perrinová
- Darja Gavrilovová → nahradila ji  Veronika Kuděrmetovová
- Camila Giorgiová → nahradila ji  Taylor Townsendová
- Sie Šu-wej → nahradila ji  Fanny Stollárová
- Ons Džabúrová → nahradila ji  Madison Brengleová
- Aleksandra Krunićová → nahradila ji  Laura Siegemundová
- Bernarda Peraová → nahradila ji  Natalja Vichljancevová
- Anastasija Potapovová → nahradila ji  Kristýna Plíšková
- Julia Putincevová → nahradila ji  Sara Erraniová
- Lesja Curenková → nahradila ji  Ysaline Bonaventureová
- Čeng Saj-saj → nahradila ji  Mandy Minellaová

## Ženská čtyřhra

### Nasazení
| Stát                                                                       | Hráčka                 | Stát      | Hráčka                | WTA | Nasazení |
| -------------------------------------------------------------------------- | ---------------------- | --------- | --------------------- | --- | -------- |
| USA                                                                        | Nicole Melicharová     | Česko     | Květa Peschkeová      | 23. | 1.       |
| Česko                                                                      | Lucie Hradecká         | Slovinsko | Andreja Klepačová     | 41. | 2.       |
| USA                                                                        | Raquel Atawová         | Slovinsko | Katarina Srebotniková | 51. | 3.       |
| Německo                                                                    | Anna-Lena Grönefeldová | Polsko    | Alicja Rosolská       | 56. | 4.       |
| Žebříček WTA k 18. březnu 2019; číslo je součtem umístění obou členek páru |                        |           |                       |     |          |

### Jiné formy účasti
Následující páry obdržely divokou kartu do hlavní soutěže:
- Chloe Becková /  Emma Navarrová
- Sara Erraniová /  Martina Trevisanová[4]

## Přehled finále

### Ženská dvouhra
- Madison Keysová vs.  Caroline Wozniacká, 7–6(7–5), 6–3

### Ženská čtyřhra
- Anna-Lena Grönefeldová /  Alicja Rosolská vs.  Irina Chromačovová /  Veronika Kuděrmetovová, 7–6(9–7), 6–2